# Західна Македонія
Західна Македонія (грец. Περιφέρεια Δυτικής Μακεδονίας) — периферія в північно-західній частині республіки Греція.
За адміністративним поділом 1997 року, включала номи: Гревена, Касторія, Козані і Флорина. Центр області — місто Козані.